# First Man (canção)
"First Man" é uma canção da cantora cubana-mexicana Camila Cabello, gravada para seu segundo álbum de estúdio Romance (2019). Foi escrita por Cabello, Jordan Reynolds e Amy Wadge, e foi produzido por Reynolds e Finneas. Foi lançada como sexto e último single do álbum em 21 de junho de 2020.

## Antecedentes
A versão original que vazou em outubro de 2018 incluiu cordas no instrumental. O primeiro trecho marcado da demo vazou em 6 de outubro de 2018. Mais tarde, em 14 de outubro, dois trechos sem marcação foram vazados no YouTube, em 8 de novembro, a demo da música vazou no SoundCloud. A música foi confirmada com a lista de faixas do álbum em 29 de novembro de 2019.

## Apresentações ao vivo
Em 2 de novembro de 2019, Camila apresentou a música no New Music Daily Presents: Camila Cabello, um show ao vivo especial do New Music Daily da Apple Music. Cabello tocou "First Man" na 62ª cerimônia do Grammy Awards, em 26 de janeiro de 2020.

## Videoclipe
O videoclipe oficial da música foi lançado no canal de Cabello no YouTube em 21 de junho de 2020 em comemoração ao Dia dos Pais.
O vídeo apresenta clipes da infância de Cabello com muitas das cenas que contêm vídeos dela e de seu pai. Na descrição, Cabello dedicou o vídeo ao pai.

## Desempenho comercial
Apenas um dia após a cerimônia de premiação do Grammy, as vendas de "First Man" já haviam aumentado mais de 68.000%, e isso subiu para mais de 81.000% no dia seguinte. Naqueles dois dias, a faixa vendeu mais de 11 mil cópias. O corte também foi a quarta música mais tocada no dia seguinte ao Grammy. A faixa acumulou 1,4 milhão de streams nas 24 horas seguintes a um aumento de 890%. Nos Estados Unidos, "First Man" estreou no número 94 da Billboard Hot 100, tornando-se a décima sexta carreira de Cabello. Na Nova Zelândia, a música atingiu o número 34 na NZ Hot Singles.

## Créditos
Créditos adaptados do Tidal.
- Camila Cabello - composição, vocais
- Finneas - produção
- Jordan Reynolds - produção, composição, gravação
- Amy Wadge - compositor
- John Hanes - mixagem
- Serban Ghenea - mistura
- Dave Kutch - masterização

## Desempenho nas tabelas musicas

### Posições
| Tabela musical (2020)                          | Melhor posição |
| ---------------------------------------------- | -------------- |
| Canadá (Billboard Canadian Digital Song Sales) | 15             |
| Estados Unidos (Billboard Digital Songs)       | 6              |
| Estados Unidos (Billboard Hot 100)             | 94             |
| Nova Zelândia (RMNZ)                           | 34             |

## Históricos de lançamentos
| País   | Data                  | Formato                    | Gravadora | Ref.  |
| ------ | --------------------- | -------------------------- | --------- | ----- |
| Vários | 6 de dezembro de 2019 | Download digital streaming | Epic Syco | [ 1 ] |